# 호세 루이스 가르손
호세 루이스 가르손 피토(스페인어: José Luis Garzón Fito; 1946년 8월 4일, 발렌시아 주 발렌시아 ~ 2017년 3월 17일, 카탈루냐 주 사바델)는 스페인의 전직 축구 선수로, 현역 시절 미드필더로 활약했다.
그는 1968년 하계 올림픽에 스페인 선수단 일원으로 참가했다.